# Установка комплексної підготовки нафти

УКПН у схемі збору й транспортування нафти:
1 — свердловини; 2 — викидні лінії; 3 — збірний колектор; 4 — газозбірний колектор;
5 — нафтозбірний колектор; 6 — водопровід; РП — резервуарний парк нафти

Уніфікована технологічна схема комплексу збору та підготовки
нафти, газу й води нафтовидобувного району:
1 — свердловина; 2 — автоматизоване групове вимірювальне обладнання; 3 — блок подачі деемульгатора; 4 — сепаратор I ступеня; 5 — відстійник попереднього скидання води; 6 — піч для нагрівання емульсії; 7 — краплеутворювач; 8 — відстійник глибокого зневоднення II ступеня сепарації; 9 — змішувач для введення прісної води; 10 — електродегідратор для знесолення; 11 — сепаратор III (гарячого) ступеня сепарації; 12 — резервуар товарної нафти; 13, 16, 19 — насоси; 14 — автомат для визначення кількості та якості товарної нафти; 15 — резервуар некондиційної нафти; 17 — блок очищення води; 18 — резервуар очищеної води; 20 — блок-дегазатор води з насосом; 21 — вузол вимірювання витрати води; 22 — блок прийому та відпомповування спійманої нафти; 23 — ємність-шламонакопичувач; 24 — блок прийому та відпомповування стоків; 25 — мультигідроциклон для відділення від стічної (дощової) води механічних домішок;
І — товарний нафтовий газ; II — товарна нафта; III — очищена вода на КНС; ІV — прісна вода; V — промислові зливові стоки; VI — газ на свічку

Установка комплексної підготовки нафти (УКПН) — реалізує процеси зневоднення, знесолення, дегазація та стабілізації нафти.

## Принципова схема та її робота
УКПН у схемі збору й транспортування нафти наведена на рис. 1.
Принципова схема УКПН наведена на рис. 2.
Працює УКПН наступним чином. Холодна «сира» нафта з резервуарів насосом через теплообмінник подається в відстійник безперервної дії. Тут велика частина мінералізованої води осідає на дно апарату і відводиться для подальшої підготовки з метою закачування в пласт. Далі в потік вводиться прісна вода, щоб зменшити концентрацію солей в залишках мінералізованої води. У електродегідраторах проводиться остаточне відділення води від нафти. Зневоднена нафта через теплообмінник надходить в стабілізаційну колону. За рахунок прокачування нафти з низу колони через піч насосом її температура доводиться до 240 °С. При цьому легкі фракції нафти випаровуються, піднімаються у верхню частину колони і далі надходять в конденсатор-холодильник. Тут пропан-бутанові і пентанових фракції в основному конденсуються, утворюючи так звану широку фракцію, а несконденсовані компоненти відводяться для використання паливом. Широка фракція відкачується і насосується в товарні резервуари. На цьому шляху гаряча стабільна нафта віддає частину свого тепла сирій нафті в теплообмінниках.